# Momotidae
Los momótidos (Momotidae), conocidos comúnmente como momotos, barranqueros o guardabarrancos,  son una familia de aves tropicales del orden de los coraciiformes, orden que incluye también a los martines pescadores, los abejarucos y las carracas.

## Características
Son pájaros de tamaño mediano de las selvas densas. Se encuentran sólo en la zona tropical del continente americano. Estas aves tienen el plumaje blando y la cola larga, que mueven de lado a lado. En todas las especies menos las dos primeras en la lista de abajo, las plumas centrales de la cola (que son las más largas) tienen una parte del astil desnudo, así que se parecen a una raqueta.

## Historia natural
Los momotos se alimentan de presas pequeñas como insectos y lagartijas, y también de frutas. Como la mayoría de los Coraciiformes, anidan en túneles en las lomas, poniendo aproximadamente cuatro huevos.[cita requerida]
Es bastante común la confusión del torogoz (Eumomota superciliosa) con el talapo (Momotus lessonii), otra ave de aspecto similar, pero con claras diferencias en el color de sus ojos y de sus plumas, al igual que marcadas diferencias en su peso y tamaño promedio.

## Comportamiento
Los momotos se alimentan de presas pequeñas, como insectos o lagartijas, su dieta también se constituye por frutas, se posan permaneciendo quietos y silenciosos por grandes lapsos de tiempo, periodo durante el cual mueven la cola en forma pendular, para luego lanzarse a atrapar escarabajos u otros insectos, arañas, lagartijas o serpientes pequeñas del suelo. Atrapan mariposas, abejas o libélulas en vuelo. Golpean a sus presas fuertemente contra el sitio dónde se posan antes de engullirlas.
Como la mayoría de Coraciiformes, los momotos viven en los bordes de los bosques húmedos, secos , áreas semiabiertas y hasta en los jardines, suelen colocar cuatro huevos, generalmente sobre el suelo del nido, los huevos eclosionan después de unos 20 días y el ave deja el nido luego de unos 30 días, periodo durante el cual, ambos padres cuidan de su cría.
Estudios realizados en los momotos ceja turquesa indican que realizan su peculiar movimiento de cola cuando detectan depredadores, para comunicarles así, que el momoto está al tanto de su presencia y está dispuesto a escapar. Este comportamiento provee de beneficios al momoto y a su presa, dado que le evita una cacería y constante acecho al predador, mientras que le ahorra un posible escape al momoto y gastar su energía huyendo de un depredador que difícilmente lo capturará.
Existe también evidencia que indica que la cola del momoto macho es ligeramente más larga que la de la hembra, como una función de señalización sexual.

## Taxonomía

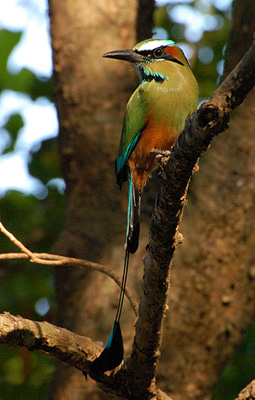
Torogoz (Eumomota superciliosa)

La familia Momotidae incluye seis géneros y nueve especies:
- Género Hylomanes
  - Hylomanes momotula - Momoto enano
- Género Aspatha
  - Aspatha gularis - Momoto gorgiazul
- Género Momotus
  - Momotus mexicanus - Momoto mexicano
  - Momotus momota - Momoto común
- Género Baryphthengus
  - Baryphthengus martii - Momoto yeruvá occidental
  - Baryphthengus ruficapillus - Momoto yeruvá oriental
- Género Electron
  - Electron carinatum - Momoto carenado
  - Electron platyrhynchum - Momoto picoancho
- Género Eumomota
  - Eumomota superciliosa - Momoto cejiazul

## Galería

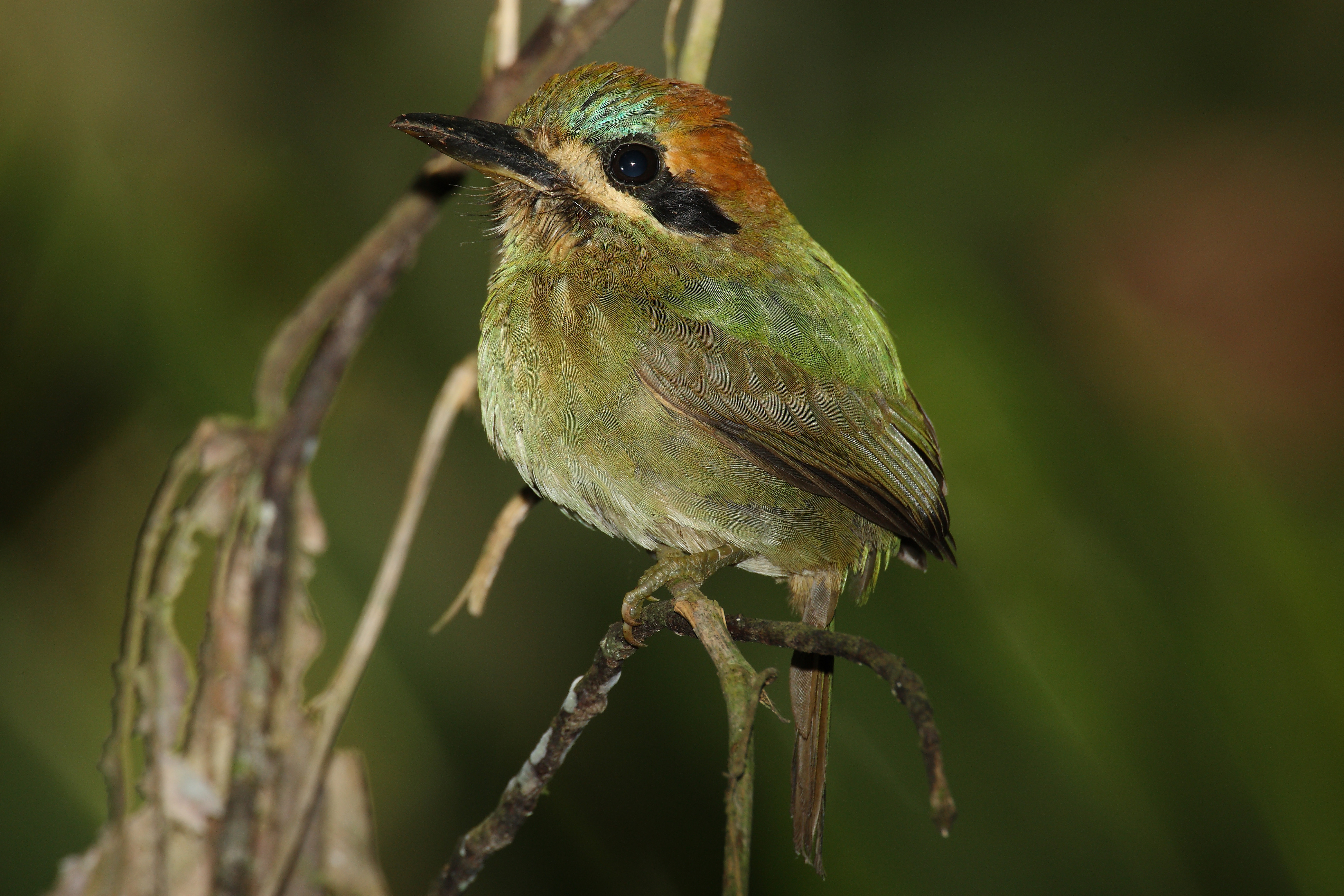
Momoto enano (Hylomanes momotula)
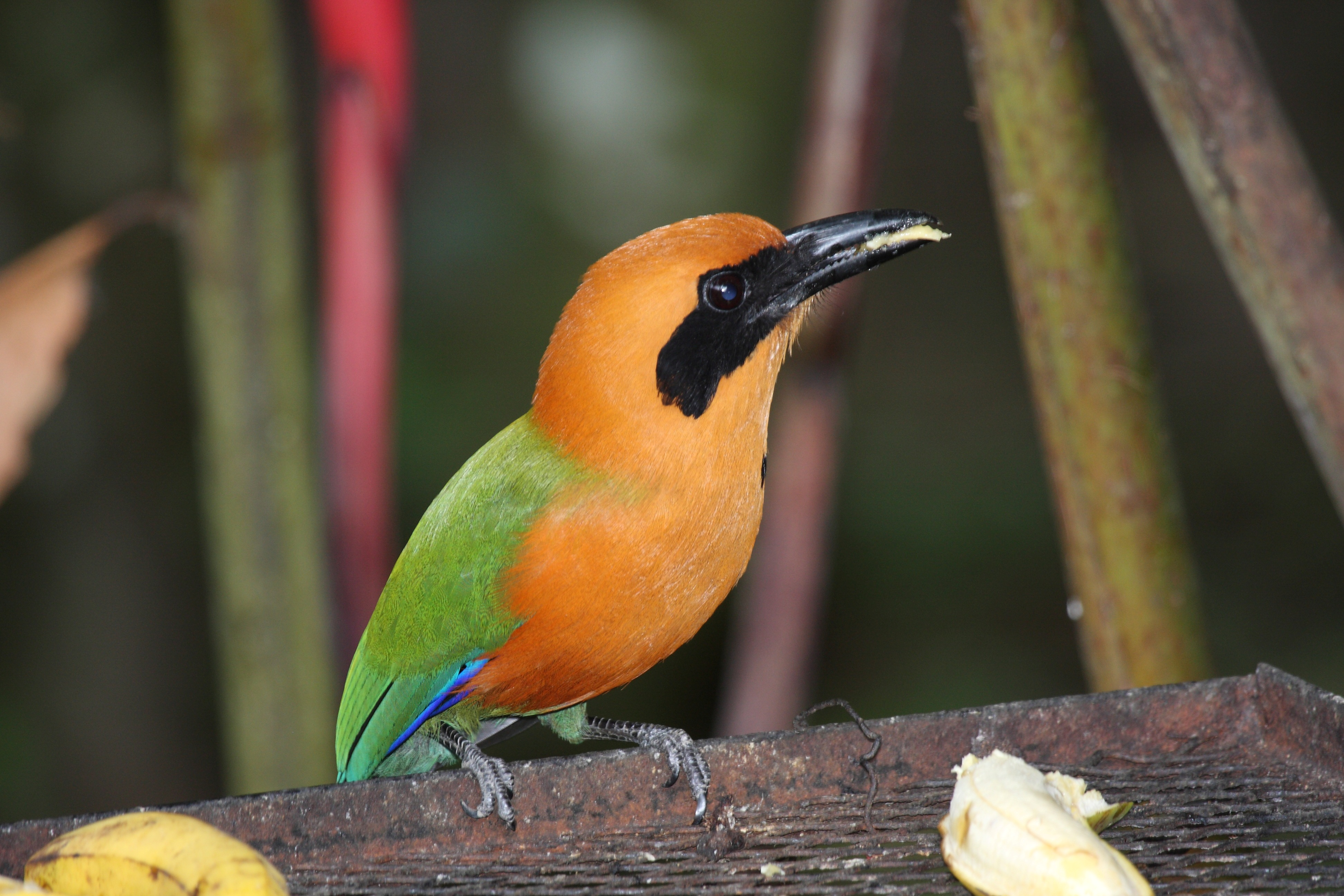
Momoto yeruvá occidental (Baryphthengus martii)
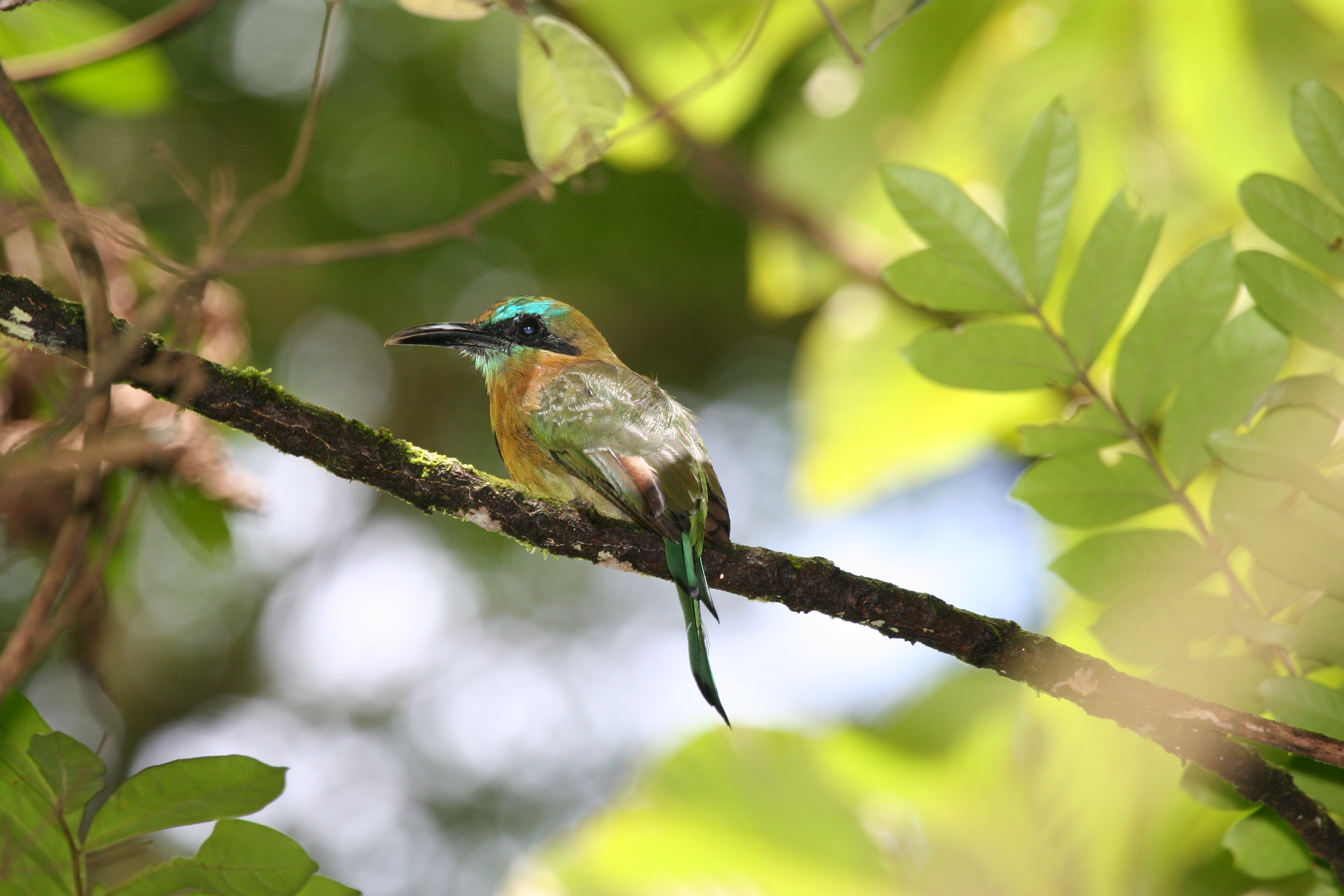
Momoto carenado (Electron carinatum)
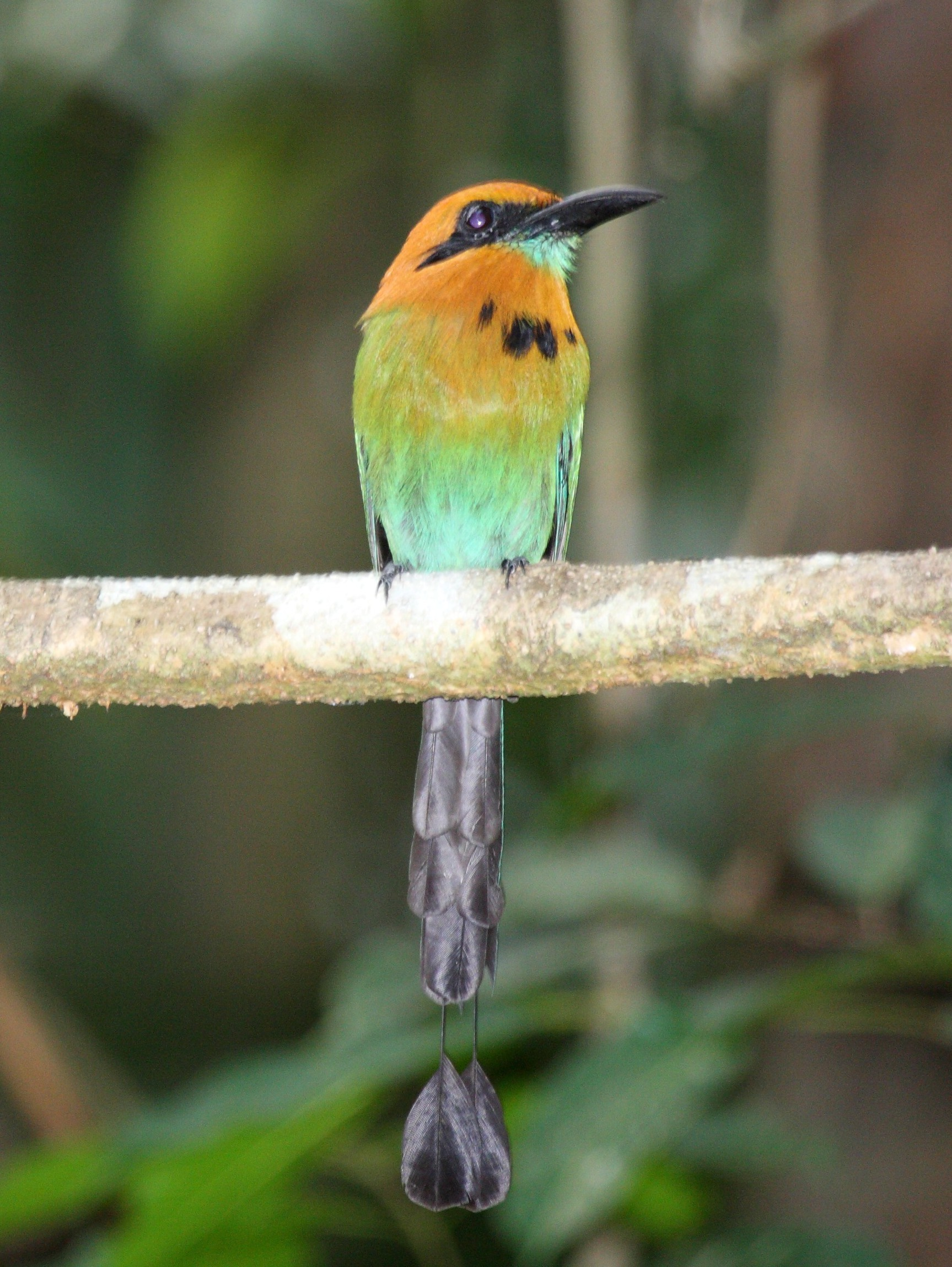
Momoto picoancho (Electron platyrhynchum)
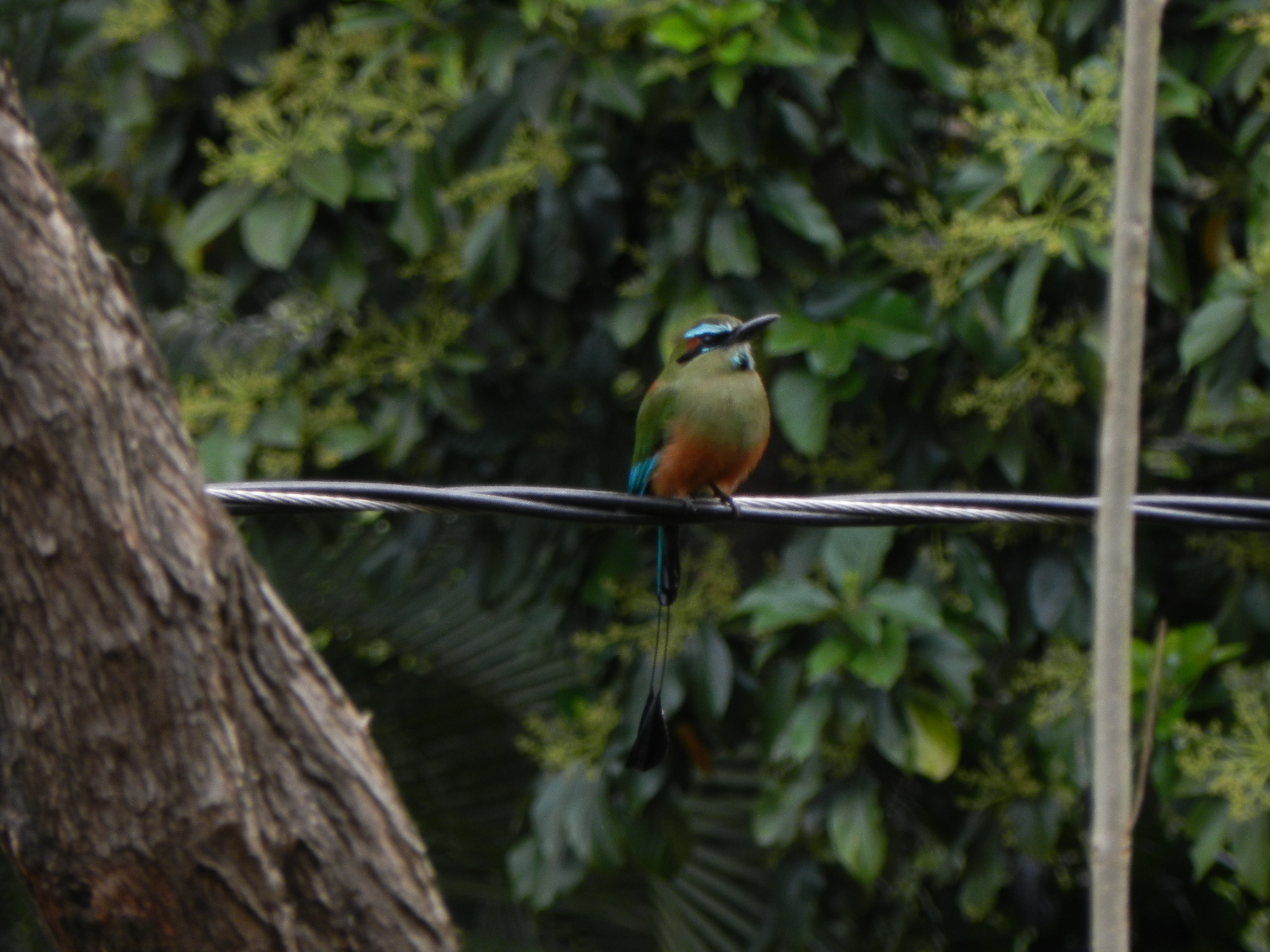
Eumomota superciliosa, en El Crucero, Managua, Nicaragua.
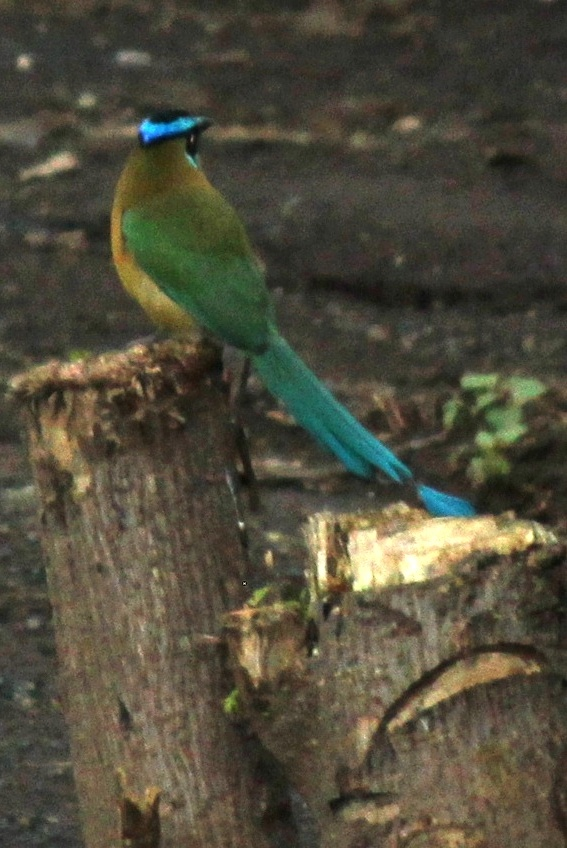
Momotus lessonii, en El Crucero, Managua, Nicaragua.
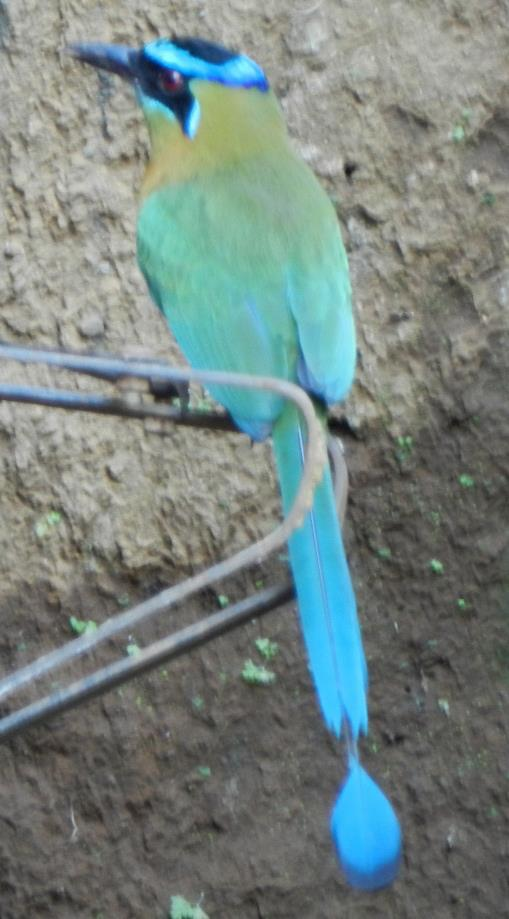
Momotus lessonii, en El Crucero, Managua, Nicaragua.
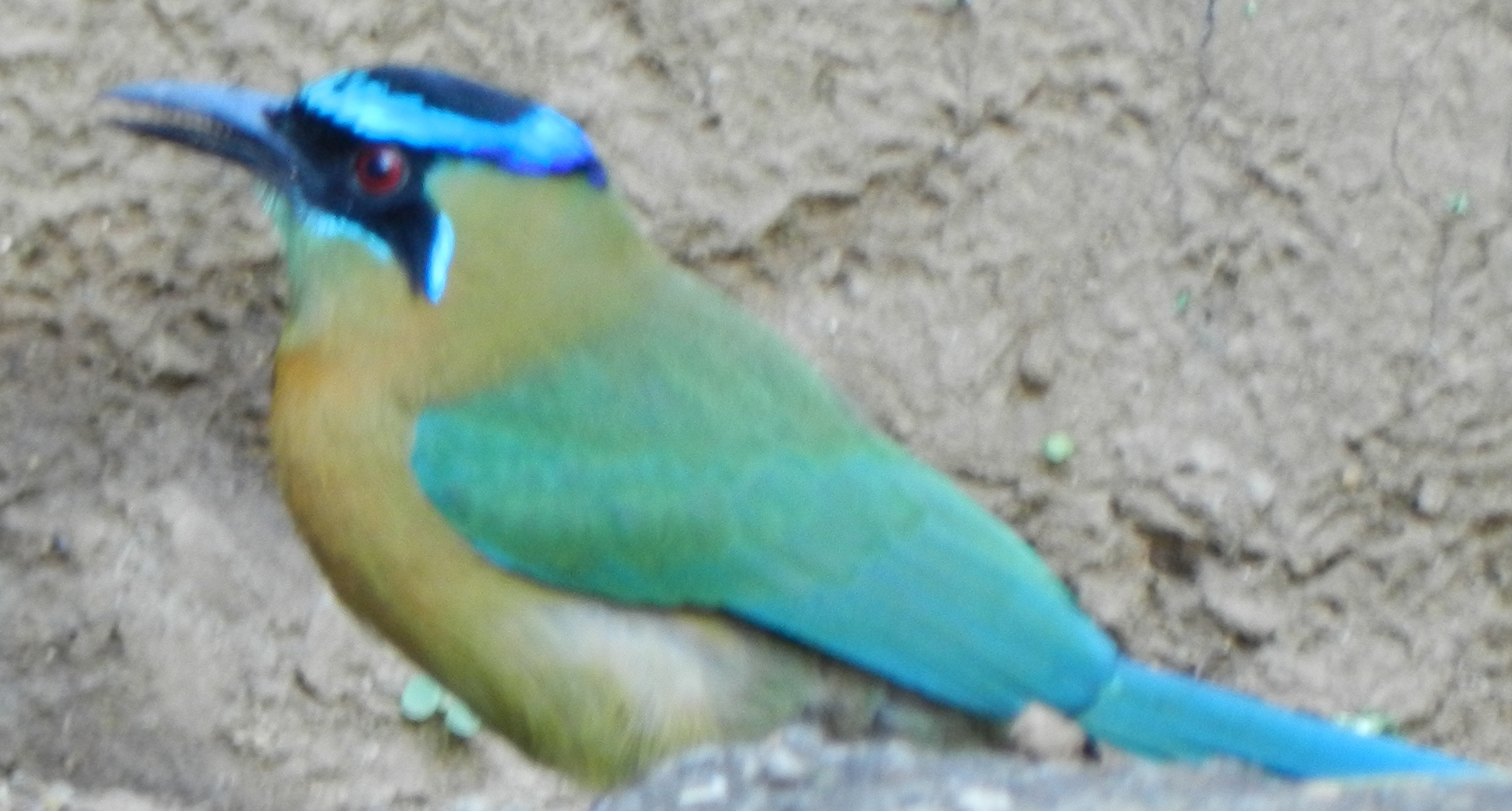
Momotus lessonii, en El Crucero, Managua, Nicaragua.